# Barbara Knudson
Barbara Ann Knudson, née le 4 décembre 1927 à Las Vegas où elle est morte le 11 mai 2014 est une actrice de cinéma et de télévision américaine. Ses rôles principaux sont dans les films Quand tu me souris (1952), The Cry Baby Killer (1958) et The Jayhawkers! (1959).

## Filmographie non exhaustive

### Au cinéma
- 1950 : Midi, gare centrale  : Clerk (non créditée)
- 1951 : Iron Man : fille (non créditée)
- 1951 : The Lady from Texas (en) : Mabel Guthrie
- 1951 : Quand tu me souris : Marie
- 1952 : L'Ivresse et l'Amour : non créditée
- 1952 : Le Fils d'Ali Baba : Theda (non créditée)
- 1955 : Son seul amour : Alice (non créditée)
- 1956 : Viva Las Vegas : Sands Guest (non créditée)
- 1958 : The Cry Baby Killer : Mrs. Maxton
- 1959 : En lettres de feu : réceptionniste (non créditée)
- 1959 : The Jayhawkers!
- 1978 : Legend of the Northwest